# National (Lübeck)
Das National war ein frühes Lübecker Kino.

## Tonhalle

Anzeige der Tonhalle vom 2. Oktober 1906

Am 30. September 1906, ein halbes Jahr nachdem mit Diercks Hansa-Kinematographen das erste Kino der Stadt den Betrieb aufgenommen hatte, eröffnete der frühere Lübecker Möbelfabrikant und nunmehrige Privatier Eduard Senff im Saal der früheren Gaststätte Tonhalle im ersten Stock des Hauses Schmiedestraße 20, der ihm seit 1904 als Lagerraum gedient hatte, ein Lichtspieltheater gleichen Namens. Das Kino wurde als Familienunternehmen geführt, in dem Eduard Senff die geschäftlichen Aufgaben wahrnahm, zwei seiner Söhne als Filmvorführer tätig waren und ein dritter für die Reklame verantwortlich war. Senffs Ehefrau Agnes übernahm den Verkauf der Eintrittskarten.
Bis 1913 arbeitete Senff vorwiegend mit dem französischen Filmunternehmen Pathé Frères zusammen, zeigte jedoch auch mit eigenen Kameras selbstproduzierte Filme.
Die Tonhalle war ein beliebtes Kino mit großem Stammpublikum, wurde jedoch in über 20 Jahren nicht modernisiert. Eduard Senff sprach sich gegen den von seinen Söhnen Mitte der 1920er Jahre angeregten Umbau aus, obgleich die Einrichtung mittlerweile veraltet war und die Gefahr bestand, dass der Betrieb wegen Verstoßes gegen die Brandschutzvorschriften untersagt würde. Nach Senffs Tod 1927 führten seine Witwe und sein ältester Sohn Wilhelm den Betrieb fort und leiteten eine Modernisierung in die Wege.

## Capitol

Eröffnungsanzeige des Capitols vom 8. September 1929

Zu Beginn des Jahres 1929 schloss die Tonhalle; das Lichtspieltheater wurde einem grundlegenden Umbau unterzogen, der über ein halbes Jahr in Anspruch nahm. Der Kinosaal, vom ersten Stock ins Erdgeschoss verlegt, wurde mit einer Bühne für Liveauftritte, einer Hupfeld-Kinoorgel zur Filmbegleitung und einem Zuschauerbalkon versehen und verfügte nunmehr über 684 Sitzplätze. Den Zugang bildete ein Foyer mit Kasse und Süßwarenstand. Am 9. September fand die feierliche Eröffnung des in Capitol umbenannten Kinos statt, bei der auch Ernst Albert sprach.
Schon bald zeigte sich, dass beim Umbau zwei folgenschwere Fehleinschätzungen unterlaufen waren. Zum einen hatte man den neu aufgekommenen Tonfilm vernachlässigt und das Capitol ganz als konventionelles Stummfilmkino konzipiert. Die Schauburg und die U.T.-Lichtspiele verfügten bereits über Tonfilmvorrichtungen, der Delta-Palast eröffnete nach Umbau am 16. September gleichfalls bereits als Tonfilmtheater. Zum anderen hatte die Familie Senff für die Finanzierung der Modernisierung Kredite aufgenommen und für die Rückzahlung mit den guten Besucherzahlen der vergangenen Jahre kalkuliert. Durch die lange Umbauzeit war ein großer Teil des Stammpublikums jedoch zu anderen Kinos abgewandert. Vergrößert wurden diese Probleme durch den Beginn der Weltwirtschaftskrise, der die Zuschauerzahlen erheblich zurückgehen ließ.
Die Lage verschlechterte sich so weit, dass die Familie Senff das Capitol im Frühjahr 1933 an Richard Wittenberg, den Betreiber des Rialto, verkaufen musste.

## National

Das Haus Sandstraße 18, 1907

Eröffnungsanzeige des National vom 3. Dezember 1933

In der ersten Hälfte des Jahres 1933 blieb das Capitol geschlossen; Wittenberg ließ das Kino in Bauplanungen einbeziehen, die eine neue Ladenpassage auf der anderen Seite des Häuserblocks, an der parallel verlaufenden Sandstraße betrafen. Im Herbst begannen die Bauarbeiten, bei denen das Kino einen neuen Eingang im Lichthof der Ladenpassage Sandstraße 18 erhielt. Zur Schmiedestraße führte fortan nur noch der Ausgang; durch die Trennung sollte zwischen zwei Vorstellungen Gedränge zwischen den neu ankommenden Zuschauern und denen, die das Kino verließen, vermieden werden. Die Platzzahl des Saals wurde auf 482 reduziert, das neue Foyer war in schlichten Formen gehalten und – dem Zeitgeist nach der Machtergreifung der Nationalsozialisten entsprechend – mit einer Büste Adolf Hitlers ausgestattet. Auch der neue Name des Kinos, National, spiegelte die neuen politischen Verhältnisse.
Das National wurde am 3. Dezember 1933 eröffnet und etablierte sich rasch als beliebtes Kino, obgleich es als sogenanntes Nachspielkino vorwiegend Filme zeigte, die in den größeren Lichtspielhäusern bereits gelaufen waren.
Zu Beginn des Jahres 1934 wurden in Lübeck Gerüchte verbreitet, denen zufolge Wittenberg nichtarischer Herkunft sei und den Umbau des National mit jüdischen Geldgebern finanziert hätte. Da die Lübecker Zeitungen sich weigerten, Wittenbergs Gegendarstellungen abzudrucken, suchte er den Gerüchten durch die Verteilung von Handzetteln mit seiner Stellungnahme entgegenzutreten.
Richard Wittenberg verstarb bald darauf; seine Ehefrau Lydia führte mit der Familie das National weiter, bis es beim britischen Bombenangriff vom 28./29. März 1942, der große Teile der historischen Lübecker Altstadt vernichtete, zerstört wurde. Nach Kriegsende wurde es nicht wieder aufgebaut; 1951 entworfene Pläne für einen Kinoneubau in der Sandstraße wurden nicht umgesetzt. Lydia Wittenberg eröffnete stattdessen mit ihrem Sohn Kurt 1948 die Burgtor-Lichtspiele.